# 滝雅人
滝 雅人（たき まさと、1950年3月17日 - ）は、三重県桑名市出身の俳優。CITY MAGIC所属。

## 人物
愛知大学卒。ブレヒトの会（千田スタジオ）出身。
身長167cm。体重63kg。
趣味は家庭菜園、料理。特技はジャズダンス。 

## 出演作品

### テレビドラマ

#### NHK
- 大河ドラマ / 春の波涛（1985年） - 社員
- ドラマ10
  - さわやか3組
  - 虹色定期便 静岡県焼津市編（2001年 - 2002年） - 雄樹の叔父
  - タイムスクープハンター（2009年）
  - セカンドバージン（2010年）
- ゲームの達人（1999年）
- 土曜ドラマスペシャル / 負けて、勝つ 〜戦後を創った男・吉田茂〜（2012年）

#### 日本テレビ
- 星の金貨（1995年）
- 永遠の仔（2000年）

#### TBS
- 金曜ドラマ / 未成年（1995年）
- 結婚しようよ（1996年）
- 弁護士のくず（2006年）
- パナソニック ドラマシアター / 水戸黄門（2011年） - 蔵前屋

#### フジテレビ
- ボクたちのドラマシリーズ / 放課後（1992年）
- 木曜劇場
  - わがままな女たち（1992年）
  - ミセスシンデレラ（1997年）
- チャンス!（1993年）
- 世にも奇妙な物語 冬の特別編「ふたり」（1994年） - 面接官
- Days（1998年）
- 彼女たちの時代（1999年）
- HERO（2001年）
- ホーム&アウェイ（2002年）
- 土曜プレミアム / 神戸新聞の7日間（2010年）
- 花嫁のれん（2010年）
- すばらしき人生

#### テレビ朝日
- 避暑地の猫（1988年）
- はぐれ刑事純情派（1994年）
- はみだし刑事情熱系
  - （1994年） - 第24話「靴紐の謎・女新聞記者の執念」
  - （1996年）
  - （1997年）
  - （2000年） - 安西
- 風の刑事・東京発!（1995年）
- 凄絶!嫁姑戦争 羅刹の家（1998年）
- 未来戦隊タイムレンジャー（2000年）
- 土曜ワイド劇場
  - 棟居刑事シリーズ 佐藤浩市版 第5作「棟居刑事の黙示録」（2000年）
  - 終着駅シリーズ 第26作「殺意の奔流」（2012年）
- さすらい刑事旅情編
- スペシャルドラマ・ミヤコ蝶々ものがたり（2007年）
- 金曜ナイトドラマ / サラリーマン金太郎（2010年）
- 相棒（2015年） - 荒又興三（文部科学大臣）
- 警視庁捜査一課9係（2015年）

#### テレビ東京
- それぞれの断崖（2000年）
- 女と愛とミステリー
  - 西村京太郎サスペンス 脅迫者（2001年） - 医師
  - 小早川警視正シリーズ 第1作「京都羅生門殺人旅情」（2002年）

### テレビ番組
- 金曜テレビの星!（1990年、TBS）
- 学べる!!ニュースショー!（2008年、テレビ朝日）
- たけしの健康エンターテインメント!みんなの家庭の医学（2013年、テレビ朝日）

### CM
- 富山常備薬 ヘルスオイル
- 太陽生命保険
- 野村證券
- しんきん
- セブン-イレブン
- サントリー ザ・カクテルバー
- 日本ユニコム

### VP
- エーザイ
- 警視庁
- 東京都
- ラーニング・マスターズ